# 바일렌
바일렌(Bailén)은 스페인 안달루시아 지방의 주인 하엔주의 도시로, 인구는 18,785명(2009년 기준), 면적은 117.6km2이다.

## 역사
729년에 수도원이 처음 세워졌다. 그 후 반도 전쟁 중이던 1808년에 프란시스코 하비에르 카스타뇨스 장군이 이 곳에서 피에르 뒤퐁 드 레탕이 이끄는 프랑스 군대를 격파했다.